# Beran Camili
Beran Camili (født 1. april 1991) er en makedonsk-albansk fodboldspiller, der spiller for Boldklubben Frem. Beran Camili startede i Frem som 8 årig, og fik allerede sin debut på Frem’s 1. hold, som blot 17 årig, i den danske 1. Division.
Camili blev allerede som U16 spiller interessant for udenlandske klubber, hvilket resulterede i en prøvetræning i den daværende Serie A klub, Reggina. Camili takkede dog nej til et kontrakt tilbud fra Serie A klubben, da han så sin vej til 1. holds fodbold for kortere i en dansk klub.
Efter en enkelt sæson i 1. Division, blev interessen for Camili endnu større. I sommeren 2009 ville den hollandske klub, FC Gronningen, se nærmere på ham. Han blev dog skadet efter kort tid, under sin prøvetræning. Dette gjorde at der ikke blev indgået en aftale mellem de to parter.
Camili valgte derefter at skifte til Brøndby IF, som havde været interesseret i ham længe. Camili nåede at være I Brøndby i to år. Det første år på talentholdet, hvorefter han i 2010 blev indlemmet i 1. holdstruppen. Camili var flere gange med på bænken, men nåede ikke at få sin officielle debut for klubben
Spillemæssigt er han på et meget højt teknisk niveau. Med et hurtigt antrit, samt stærke dribleevne, har han nogle kæmpe kvaliteter i mand-mand situationer.
Han blev udnævnt som anfører for Boldklubben i efteråret 2017, og blev kåret som årets spiller i 2016. Han forlængede i juni 2017 sin kontrakt med FREM til 30. juni 2019
Grundet en drilsk skade, som havde plaget ham i flere år, stoppede Camili sin karriere som  kun 27-årig. Det blev i alt til over 250 divisionskampe for Boldklubben Frem og B93.